# Doença pulmonar intersticial

Interstício pulmonar saudável (em espanhol)

Doença Pulmonar Intersticial (DPI) é um grupo de doenças respiratórias caracterizadas pela progressiva cicatrização do interstício pulmonar resultando em insuficiência respiratória. Pode ocorrer quando uma lesão nos pulmões desencadeia uma resposta de cura excessiva. Geralmente é irreversível.
O interstício pulmonar é um tecido responsável pelas trocas gasosas e inclui o epitélio do alvéolo, vasos sanguíneos e membranas basais. Com a cicatrização (fibrose) se torna mais grosso e duro, incapaz de trocar gases eficientemente.

## Causas
Nem sempre a causa da cicatrização pulmonar é conhecida. Quando a causa é desconhecida é chamada de "doença pulmonar intersticial idiopática". Existem muitas possíveis causas, dentre elas se destacam:
- Substâncias inaladas
  - Silicose
  - Asbestose
  - Beriliose
  - Pneumonite de hipersensibilidade
- Efeito colateral de medicamentos
  - Nitrofurantoína
  - Sulfonamidas
  - Bleomicina
  - Amiodarona
  - Metotrexato
  - Sais de ouro
  - Infliximab
  - Etanercept
- Doenças autoimunes
  - Lúpus
  - Artrite reumatóide
  - Sarcoidose
  - Esclerodermia
  - Polimiosite
  - Dermatomiosite
- Radiação
- Infecção pulmonar
  - Pneumonia atípica
  - Pneumocistose
  - Tuberculose
  - Chlamydia trachomatis
  - Vírus sincicial respiratório

## Diagnóstico

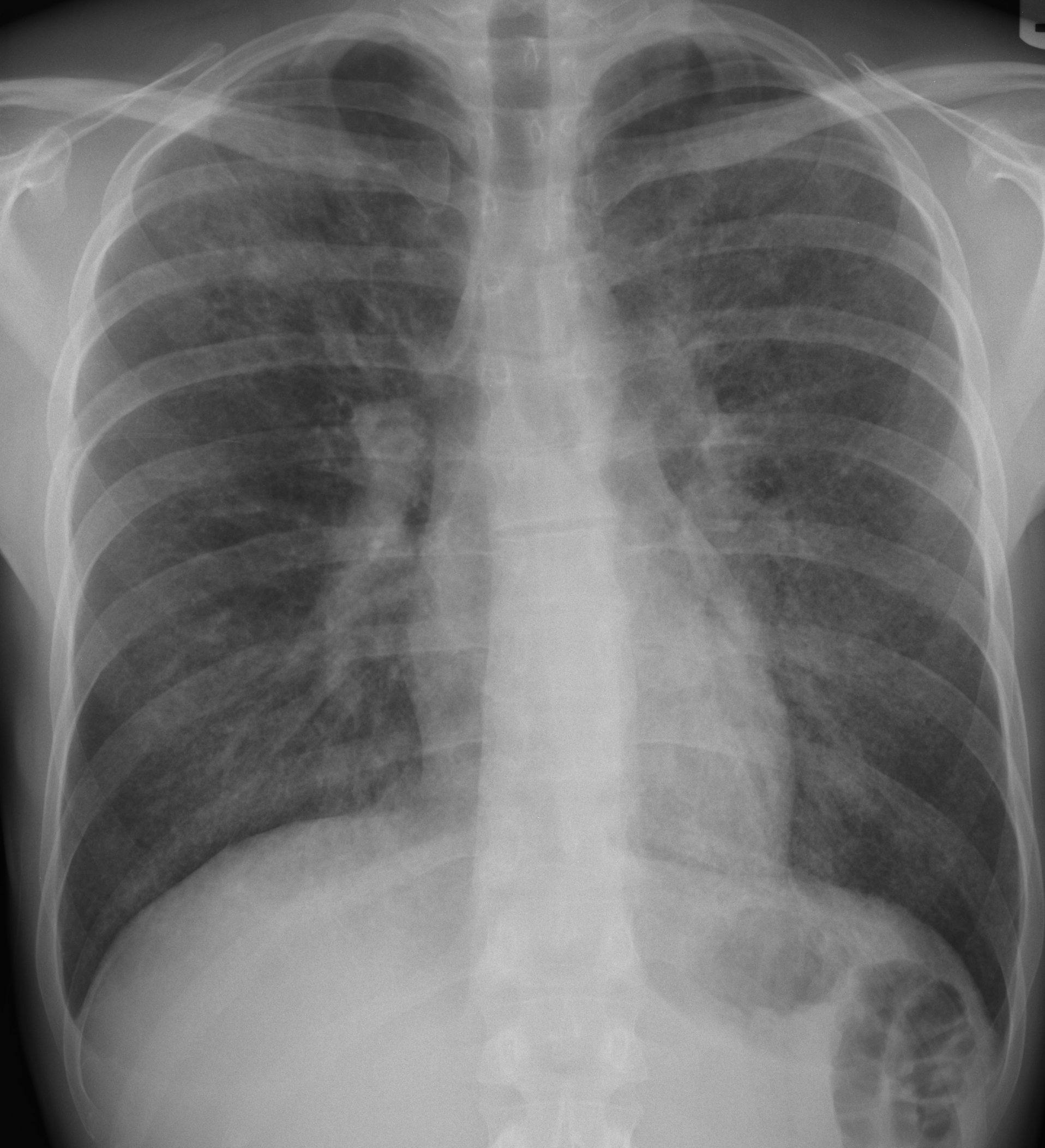
Radiografia de uma DPI causada por Pneumocystis.

Radiografia de tórax é geralmente o primeiro teste para detectar doenças pulmonares intersticiais, mas a radiografia de tórax pode ser normal em até 10% dos pacientes, especialmente no início do processo da doença. A Tomografia Computadorizada de alta resolução do tórax é o melhor exame de imagem para diagnosticar e classificar doenças pulmonares intersticiais.

## Tratamento
Se for encontrada uma causa de exposição ocupacional específica, a pessoa deve evitar esse ambiente. Se uma causa de droga for suspeita, esse medicamento deve ser descontinuado.
Muitos casos devido a causas desconhecidas ou baseadas em tecido conjuntivo são tratados com corticosteroides, como a prednisolona. Algumas pessoas respondem ao tratamento imunossupressor. Pacientes com baixo nível de oxigênio no sangue podem receber oxigênio suplementar.
A reabilitação pulmonar pode ser útil. O transplante de pulmão é uma opção quando o ILD segue piorando, apesar do tratamento, em pacientes apropriadamente selecionados sem outras contra-indicações.
Uma nova droga foi aprovada em 2014 para tratar DPI idiopática: Ofev (nintedanib). Ela reduz a progressão da doença, mas é caríssima (US$94.000 por ano) e não reduz a mortalidade.